# هادی ساعی
| children = ۱ (تایماز)
| alma_mater = دانشگاه آزاد اسلامی 
| occupation = 
- مدیر ورزشی
- بازیگر

| website = 
| module = پیشینه ورزشیاطلاعات شخصیقد۱٫۸۲ متر (۶ فوت ۰ اینچ) وزن۷۹ کیلوگرمکشور ایرانورزشتکواندودستاوردها و عنوان‌ها
|                        |                        |       |
| تکواندو مردان          |                        |       |
| به نمایندگی از ایران   |                        |       |
| بازی‌های المپیک         |                        |       |
| مدال طلا – جایگاه اول  | ۲۰۰۸ پکن               | ۸۰ ک‌گ |
| مدال طلا – جایگاه اول  | ۲۰۰۴ آتن               | ۶۸ ک‌گ |
| مدال برنز – جایگاه سوم | ۲۰۰۰ سیدنی             | ۶۸ ک‌گ |
| مسابقات جهانی          |                        |       |
| مدال طلا – جایگاه اول  | ۱۹۹۹ ادمونتون          | ۷۲ ک‌گ |
| مدال طلا – جایگاه اول  | ۲۰۰۵ مادرید            | ۷۲ ک‌گ |
| مدال نقره – جایگاه دوم | ۲۰۰۳ گارمیش-پارتنکیرچن | ۷۲ ک‌گ |
| مدال برنز – جایگاه سوم | ۲۰۰۷ پکن               | ۷۲ ک‌گ |
| بازی‌های آسیایی         |                        |       |
| مدال طلا – جایگاه اول  | ۲۰۰۲ بوسان             | ۷۲ ک‌گ |
| مدال برنز – جایگاه سوم | ۲۰۰۶ دوحه              | ۷۲ ک‌گ |
| مسابقات آسیایی         |                        |       |
| مدال طلا – جایگاه اول  | ۲۰۰۶ بانکوک            | ۷۲ ک‌گ |
| مدال نقره – جایگاه دوم | ۲۰۰۲ امان              | ۷۲ ک‌گ |
| بازی‌های ارتش‌های جهان   |                        |       |
| مدال نقره – جایگاه دوم | ۱۹۹۵ اصفهان            | ۷۰ ک‌گ |
| قهرمانی ارتش‌های جهان   |                        |       |
| مدال برنز – جایگاه سوم | ۱۹۹۶ زاگرب             | ۷۰ ک‌گ |
| بازی‌های غرب آسیا       |                        |       |
| مدال طلا – جایگاه اول  | ۱۹۹۷ تهران             | ۷۰ ک‌گ |

| birth_place = شهر ری
}}

هادی ساعی بنه‌ کهل (زادهٔ ۲۰ خرداد ۱۳۵۵ در شهر ری) تکواندوکار پیشین، رئیس فدراسیون تکواندو و بازیگر اهل ایران است.همسر وی خانم دکتر مهدیس سینکی متخصص دندانپزشکی و از قهرمانان رشته سوارکاری و ایشان یکی از مخترعین ملزومات کمک به رشته دندان پزشکی میباشند. او با کسب دو مدال طلا و یک مدال برنز تکواندو در بازی‌های المپیک، پرافتخارترین ورزشکار ایرانی در تمام ادوار این بازی‌ها است.

هادی ساعی در دورهٔ سوم و دورهٔ چهارم (از ۱۳۹۲ تا ۱۳۹۶) عضو شورای شهر تهران بود و در دورهٔ چهارم توانست به عضویت هیئت رئیسهٔ این شورا درآید.

ساعی در مجمع انتخاباتی فدراسیون تکواندو در تاریخ ۱۵ دی ۱۴۰۰ توانست با کسب ۲۹ رأی از مجموع ۵۶ رأی اعضای مجمع، به عنوان رئیس فدراسیون تکواندو انتخاب شود.

## زندگی
وی در ۲۰ خردادِ ۱۳۵۵ در شهر ری متولد شد
پدر و مادر هادی ساعی اهل روستای بنه‌کهل از توابع شهرستان بستان‌آباد در استان آذربایجان شرقی هستند.
خواهر کوچک او مهروز ساعی از تکواندوکاران پیشین تیم ملی ایران است.

### اهدای مدال به زلزله‌زدگان بم
هادی ساعی در دی ۱۳۸۲، پس از وقوع زمین‌لرزهٔ بم مدال‌های خود را برای کمک به زلزله‌زدگان اهدا کرد. شهرداری بم به پاس این کار انسان‌دوستانهٔ هادی ساعی، یک خیابان از میدان نخل تا تقاطع طالقانی را در شهر بم به نام هادی ساعی نام‌گذاری نمود.
ساعی پس از قهرمانی در المپیک ۲۰۰۸ پکن در مصاحبه با خبرنگاران گفت که مدال طلایی که در المپیک آتن گرفته بود، دزدیده شده‌است. او همچنین مدال‌اش را به مردم ایران و آذربایجان به‌خصوص زادگاه پدر و مادرش شهرستان بستان‌آباد تقدیم کرد.

## فعالیت ورزشی
ساعی، تمرین تکواندو را به گفتهٔ خود از شش سالگی آغاز کرد و در سال ۱۳۶۴ قهرمان کشور شد. او از ردهٔ سنی نوجوانان تا بزرگسالان به‌طور مستمر در تیم ملی تکواندو ایران حضور داشت. وی از سال ۱۳۷۲ به عضویت تیم ملی ایران درآمد.
ساعی برندهٔ نشان برنز المپیک سیدنی و مدال طلای المپیک آتن در دستهٔ ۶۸ کیلوگرم و مدال طلای المپیک پکن است که این سه مدال، به ترتیب نخستین نشان و نخستین نشان طلای ایران در ورزشی غیر از کشتی و وزنه‌برداری در المپیک بودند.
هادی ساعی در ۱۴ آبان ۱۳۸۷ خداحافظی خود را از دنیای قهرمانی اعلام کرد و در ۱۸ آبان ۱۳۸۷ پس از انجام یک مسابقهٔ نمادین با امید غلام‌زاده در خانهٔ تکواندو چهار گوشهٔ شیاب چانگ را بوسید و به‌طور رسمی از رقابت‌های تکواندو کنار رفت.

### عدم ورود به حرفهٔ مربی‌گری تکواندو و علاقه بهسوارکاریوتنیس
ساعی بارها اعلام کرده‌است که به کار مربی‌گری تکواندو نخواهد پرداخت:
«مربی‌گری تیم ملی تکواندو را مخصوصاً در ایران هیچ‌گاه قبول نمی‌کنم و به آن فکر هم نمی‌کنم. من راه خود را با مربیگری جدا کرده‌ام، زیرا تجربه نشان می‌دهد که بازیکنانی که به حیطهٔ مربی‌گری آمده‌اند به نوعی خراب شده‌اند، اتفاقاً من کارهای سخت را دوست دارم و اتفاقاً در کارهای سخت موفقم، اما مربی‌گری فرق دارد؛ زیرا مربی همیشه قربانی است. اگر ورزشکار قهرمان المپیک شود خودش به این عنوان رسیده، اما اگر نتیجه نگیرد، اولین نفر مربی را سرزنش می‌کنند.»
او همچنین گفت: «سوارکاری را به صورت حرفه‌ای ادامه می‌دهم و قبلا عناوینی هم کسب کرده‌ام؛
حرفه ی مورد علاقه من سوارکاری است».
ساعی پیش‌تر نیز از انجام ورزش تنیس و علاقه‌اش به این ورزش گفته بود. او در آبان ۱۳۹۹ اظهار داشت: «دوتا اسب دارم، یکی من و یکی پسرم. گاهی تنیس هم بازی می‌کنم. این‌ها ورزش‌هایی است که بعضی‌هایش را تفریحی و بعضی‌ها را حرفه‌ای دنبال می‌کنم. الان من به‌طور جدی سوارکاری می‌کنم».
پس از صدور حکم مدیر فنی تیم ملی تکواندو، انتقادهایی برای حضور وی که گرایش حرفه‌ای شدیدی به سمت ورزش سوارکاری و باشگاه‌داری در این رشته پیدا کرده و در کلیپی، عنوان داشته بود که سال‌ها تمرینی در ورزش تکواندو نداشته‌است، صورت گرفت.

### افتخارات
- قهرمانی تکواندو ارتش‌های جهان، اصفهان ۱۹۹۵
- قهرمانی تکواندو ارتش‌های جهان، زاگرب ۱۹۹۶
- بازی‌های غرب آسیا، تهران ۱۹۹۷
- جام جهانی آلمان ۱۹۹۸
- مسابقات جهانی ادمونتون، کانادا ۱۹۹۹
- انتخابی المپیک سیدنی ۱۹۹۹
- جام جهانی فرانسه ۲۰۰۰
- المپیک سیدنی ۲۰۰۰
- جام جهانی ویتنام ۲۰۰۱
- قهرمانی آسیا و اقیانوسیه ۲۰۰۲
- جام جهانی ژاپن ۲۰۰۲
- بازی‌های آسیایی ۲۰۰۲، بوسان
- مسابقات جهانی گارمیش-پارتنکیرچن، آلمان ۲۰۰۳
- انتخابی المپیک آتن ۲۰۰۴
- بازی‌های المپیک تابستانی ۲۰۰۴ ۲۰۰۴
- مسابقات جهانی مادرید ۲۰۰۵
- قهرمانی آسیا، تایلند ۲۰۰۶
- بازی‌های آسیایی دوحه ۲۰۰۶
- مسابقات جهانی پکن ۲۰۰۷
- المپیک پکن ۲۰۰۸

## فعالیت سیاسی
ساعی در سال ۱۳۸۵ در سومین دورهٔ انتخابات شورای اسلامی شهر تهران به صورت مستقل شرکت و با حمایت ائتلاف اصلاح‌طلبان پیروز شد. ساعی در دورهٔ چهارم شورا در سال ۱۳۹۲ به صورت مستقل وارد شورای شهر تهران شد. او در مصاحبهٔ خود با خبرگزاری ایسنا در ۶ مرداد ۱۳۹۵ عملکرد خوب رسول خادم در دورهٔ دوم شورا را در موفقیت خودش در دورهٔ سوم مؤثر ارزیابی و کار شورای شهر را غیرسیاسی دانست؛ ساعی در این مصاحبه در مورد شورای شهر و مجلس چنین گفت: «از نظر من کار شورا سیاسی نیست. من اگر می‌خواستم کار سیاسی کنم نمایندهٔ مجلس می‌شدم. من در شورای شهر تهران خیلی بیشتر از برخی نمایندگان تهران برای مجلس رأی آوردم. همه به من می‌گویند که برای مجلس شرکت کنم، اما اصلاً کار سیاسی را انجام نمی‌دهم.»
وی در ۱۸ شهریور ۱۳۸۷ در گفت وگو با ایسنا گفته بود: «دیگر برای المپیک ۲۰۱۲ لندن تلاش نمی‌کنم و می‌خواهم این بار برای رسیدن به کرسی‌های مجلس نهم تلاش کنم».
پای خاتمی ایستاده‌ام
وی در گفت‌وگویی با هفته‌نامهٔ شهروند امروز در شهریور ۱۳۸۷ که به تیتر اول این هفته‌نامه تبدیل شد، اظهار داشت: «دوست دارم در حوزهٔ ورزش مدیریت بکنم. نماینده مجلس یا رئیس سازمان تربیت بدنی بشوم؟ چرا که نه؟» او در این مصاحبه افزود: «شخص سید محمد خاتمی را دوست دارم و پای او ایستاده‌ام».
حمایت از ابراهیم رئیسی
هادی ساعی در انتخابات ریاست‌جمهوری ۱۴۰۰ ایران، به همراه علی پروین، حسین رضازاده و تنی چند از ورزشکاران سرشناس دیگر از کاندیداتوری سید ابراهیم رئیسی حمایت کرد و در ویدئوی تبلیغاتی او گفت: «... با عملکردی که ایشان در قوهٔ قضائیه داشتند، ثابت کردند که از افراد کاربلد و متخصص استفاده می‌کنند …».

## فعالیت هنری
هادی ساعی در سال ۱۳۹۳ با بازی در مجموعهٔ تلویزیونی آمین به کارگردانی منوچهر هادی وارد عرصهٔ بازیگری نیز شد. او در فیلم سینمایی پی ۲۲ و تله‌فیلم اسید هم ایفای نقش کرده است.

## حواشی

### سیاسی‌کار و کم‌سواد خواندن غلامرضا تختی
ساعی در گفت‌وگوی اختصاصی با ویژه‌نامهٔ نوروز سال ۱۳۸۸ روزنامهٔ وطن امروز در اسفند ۱۳۸۷، در واکنش به این پرسش که
"چرا غلامرضا تختی که به شدت سیاسی هم بود، هرگز وارد سیاست نشد؟" صراحتاً پاسخ داد: «اتفاقاً سر سیاسی‌کاری‌هایش بود که با او چنان کردند!؛ قصد ندارم کسی را خراب کنم، اما از شما می‌پرسم، مگر تحصیلات تختی چه بوده‌است؟! امیر خادم و علیرضا دبیر دکتر هستند، خودم دارم فوق لیسانس می‌خوانم، خیلی شرایط فرق کرده». این سخنان وی واکنش منفی هواداران غلامرضا تختی را درپی داشت.

### حمله به کانون تکواندوکاران ایران و تاپ‌تکواندو در صدا و سیما
هادی ساعی همراه با سید محمد پولادگر، غلامحسن ذوالقدری و بهزاد خداداد با حضور در یکی از نمایش‌های تلویزیونی ترتیب داده شده علیه کانون تکواندوکاران ایران و سَبک ایرانی تاپ‌تکواندو در شبکهٔ خبر صدا و سیما در ۱۷ مرداد ۱۳۸۲ با حمله به کانون تکواندوکاران و هنر رزمی تاپ‌تکواندو اظهار داشت:
«اگر مدعی هستند، می‌توانند بیایند در تکواندو تلاش کنند و هیچ‌کس هم نیست که جلوی این‌ها را بگیرد، و این‌ها را با آغوش باز فدراسیون می‌پذیرد … من تعجب می‌کنم که یک اطلاعیه‌ای هم داده بودند که انتخابی تیم ملی تاپ‌تکواندو. مگر می‌شود یک کشور دو تا تیم ملی داشته باشد در یک رشتهٔ ورزشی! این غیر از قوانین بین‌المللی هست»
سخن او با توجه به ساختار جداگانه و تفاوت‌های عمیق فنی دو رشتهٔ تکواندو (کره‌ای) و تاپ‌تکواندو (ایرانی)، به استفادهٔ ساعی از تریبون تلویزیون دولتی ایران به‌منظور سرکوب فعالیت‌های مدنی و تخصصی ورزش تعبیر گردید.
وی در ادامه افزود: «فکر می‌کنم باید زودتر جلوی این قضیه گرفته شود تا این‌که هم فدراسیون و هم بچه‌های ملی‌پوش و هم قهرمانان و مربیان با فکری راحت‌تر و آسوده‌خاطری بیش‌تر کار کنند؛ چون ما مسابقات مهمی در پیش داریم؛ مسابقات جهانی ۲۰۰۳ و المپیک آتن ۲۰۰۴ را در پیش داریم که واقعاً برای ما خیلی مهم است، اگر قرار باشد فدراسیون تمرکزش را از دست بدهد برای این جور مسائل، ما مسلماً در المپیک شاید ضربه بخوریم در مسابقات جهانی شاید ضربه بخوریم.»
ناظران، گفته‌های هادی ساعی را زمینه‌سازی فدراسیون تکواندو جمهوری اسلامی ایران برای توجیه شکست و عدم نتیجه‌گیری احتمالی تیم ملی تکواندو در بازی‌های المپیک تابستانی ۲۰۰۴ با مقصر جلوه دادن اتحادیهٔ صنفی کانون تکواندوکاران ایران دانستند؛ در شهریور ۱۳۸۳ تیم ملی تکواندو در المپیک آتن، یک طلا (توسط ساعی) و یک برنز کسب کرد.
اظهارات وی هیچ واکنشی را از سوی انجمن صنفی کانون تکواندوکاران ایران درپی نداشت.
تیم ملی تاپ‌تکواندو، پس از نخستین دورهٔ قهرمانی ایران (۱۳۸۱) و اردوهای ملی، تشکیل و در آذرماه ۱۳۸۲ به مسابقات برون‌مرزی کیک‌بوکسینگ اعزام شد.
پس از کسب نشان طلا توسط هادی ساعی در المپیک آتن، رئیس کانون تکواندوکاران ایران طی پیامی، قهرمانی او را تبریک گفت و آن را نشان‌دهندهٔ استقامت و توانمندی‌های ارزندهٔ وی و گوشه‌ای از شایستگی‌های تکواندوی ایران دانست.
سید علی حق‌شناس در مهرماه ۱۳۸۳ در گفت‌وگویی بیان کرد: «از بابت افتخارآفرینی ملی‌پوشان در المپیک آتن مفتخر و خوشحالیم … اما آقایان از دو سال قبل زمینه‌سازی می‌کردند تا در صورت عدم کسب موفقیت در آتن تمام تقصیرها را گردن کانون بیاندازند. خوشبختانه نتیجهٔ رقابت سالم کانون برای جامعهٔ ورزش و تکواندوی کشور مفید بود.»
او در اسفند ۱۳۸۴ در جمع خبرنگاران گفت: «یک تکواندوکار شاخص فدراسیون بیش از سی ثانیه نمی‌تواند در مقابل یک تاپ‌کار دوام بیاورد.»
بنیان‌گذار تاپ‌تکواندو در گفت‌وگویی اظهار داشت: «بهترین تکواندوکاران جهان اگر یک گِدان [اصطلاح کیوکوشین- ضربهٔ مستقیم با ساق پا به ران حریف] از یک تاپ‌تکواندوکار بخورند، مشکل جدی پیدا می‌کنند.»

### اختلاف با رضا مهماندوست
اندکی پیش از برکناری رضا مهماندوست سرمربی سابق تیم ملی تکواندوی ایران، هادی ساعی در شهریور ۱۳۹۰ با انتقاد از وی اظهار داشت: «برخی افراد از حضورم در سالن مسابقات احساس خطر می‌کنند، اما خیالشان راحت دنبال سرمربی‌گری تیم ملی نیستم و نیازی به چسباندن پوسترم در سالن‌های مختلف ندارم … مهماندوست جایگاهش را دوست دارد، اما در کشورمان بهتر از او هم داریم». مهماندوست در پاسخ گفت: بهتر است هادی وارد حاشیه نشود.
رضا مهماندوست پس از کناره‌گیری از تیم ملی مدعی شد، هادی ساعی برای گرفتن رأی در انتخابات آیندهٔ شورای اسلامی شهر تهران از برکناری‌اش استفاده کرده و تیم ملی تکواندو را در اختیار خود گرفته‌است. او در مورد ساعی گفت: «پای هادی نشستم و بزرگ‌ترین قمار زندگی‌ام را روی او داشتم، هادی؟ بله هادی ساعی. یادتان نیست روزی که در بازی‌های آسیایی به حریف افغانی‌اش باخت؟ هادی همان‌جا تمام شده بود و می‌شد بایگانی‌اش کرد؛ اما من یک ریسک بزرگ کردم تا او به حقش برسد. بردمش به وزن بالاتر، کاری که همه با انجامش مخالف بودند؛ همه از رئیس فدراسیون تا دبیرش می‌گفتند: این چه تصمیمی است که انجام می‌دهی رضا؟ هادی نمی‌تواند در این وزن مبارزه کند. می‌رود شکست می‌خورد. ولی من پای او ایستادم، اما او حرمتم را نگه نداشت».
پس از کسب عنوان دهمی مشترک تکواندوی ایران با گابن در المپیک لندن، هادی ساعی مدیر وقت فنی تیم ملی بدون پذیرش مسئولیت شکست تیم ایران، اظهار داشت: «تأکید می‌کنم که مربیان ایرانیِ خوب برای حضور در تیم ملی تکواندو زیاد داریم». او افزود: «با مهماندوست هم همین نتیجه را می‌گرفتیم، وی در مورد انتخاب وزن من (۸۰-) برای اعزام به المپیک پکن اشتباه کرد و یک مدال مسلم دیگر را با غرض‌ورزی از تیم ملی گرفت».
مهماندوست پس از پایان بازی‌های المپیک تابستانی ۲۰۱۲ با اشاره به زوایای فنی تیم اعزامی گفت: «اگر بودم دو طلا می‌گرفتیم، دوست دارم الان از آقای هادی ساعی بپرسم، شما آمدی در المپیک هم حاضر شدی. حالا از کاری که کردی راضی هستی پسر؟ من یک عمر برایت زحمت کشیدم، آخرش اینی شد که دیدی! الان چه حرفی داری که بگویی؟! همه کار کردی که در راًس کار باشی، الان هستید؛ اما حالا که هستید و مدال‌های‌مان سوخت شده از کارتان راضی هستید؟ !».
هادی ساعی در دی سال ۱۳۹۴ گفت: مهماندوست علاقه و اعتقادی به حضور من در المپیک پکن حتی بعد از بردن انتخابی‌ها نداشت و من با عملکردم خودم را به او تحمیل کردم. رضا مهماندوست در واکنش به اظهارات ساعی بیان کرد: «ساعی را به خدا واگذار می‌کنم، اجازهٔ شب زنده‌داری و بی‌انضباطی به او ندادم تا موفق شود؛ ساعی در آن مقطع در چندین رقابت باخته و ناک‌اوت شده بود و شرایط روحی مناسبی نداشت، ولی به او قول دادم تا المپیک وی را روی فرم بیاورم …».
ساعی پس از المپیک پکن در ۱۵ شهریور ۱۳۸۷ در گفت وگو با ایسنا گفته بود: «به مهماندوست اعتقاد داشتم و دَه ماه با هم زندگی کردیم … در بحث استاد و شاگردی از مهماندوست درس‌ها یادگرفته‌ام … در مسابقه با حریف چینی که سر و صدای تماشاگران چینی سالن را پر کرده بود، کاملاً متمرکز به مسابقه و راهنمایی‌های مربی بودم. حتی سعی می‌کردم جایم را عوض کنم تا با دیدن اشاره‌های او، مسابقه را به خوبی اداره کنم. چنین ارتباطی بین من و مهماندوست وجود دارد …».
رضا مهماندوست، هادی ساعی را فاقد شاخصه‌های لازم فنی و مدیریتی برای ریاست فدراسیون می‌داند: «او در حد و اندازه‌های رئیس فدراسیونی نیست؛ ساعی فقط یک قهرمان بوده و هیچ سابقهٔ اجرایی ندارد، حتی سابقهٔ فنی یعنی سابقهٔ مربی‌گری نیز ندارد …».
او در اسفند ۱۴۰۰ در واکنش به پیشنهاد ساعی برای حضور در سرمربی‌گری تیم ملی ایران بیان داشت: «ایران مربیان بسیار خوبی دارد که نیازی به من نیست؛ ضمن اینکه من با فدراسیون تکواندو آذربایجان تا بازی‌های المپیک پاریس تعهد کاری دارم». «اکنون ورزش کاملاً حرفه‌ای است و تعارفی وجود ندارد … در حال حاضر ایران مربیان زیادی در تکواندو دارد که قطعاً از من بهتر هستند. مشکل مدیریتی هم که برطرف شده و مطمئن هستم تیم ملی ایران به اوج بازمی‌گردد.»

### مخدوش کردن تصویر هادی ساعی در دهکدهٔ المپیک لندن
درحالی که هادی ساعی مدیر فنی وقت تیم ملی تکواندو ایران، نامزد عضویت در کمیسیون ورزشکاران کمیتهٔ بین‌المللی المپیک در جریان بازی‌های المپیک تابستانی ۲۰۱۲ در مرداد ۱۳۹۱ بود، تصویر تبلیغاتی او در محل ساختمان ایران در دهکدهٔ بازی‌ها مخدوش شد. هادی ساعی که از این مسئله ناراحت و ناامید بود، در مصاحبه با ایسنا اظهار کرد: «واقعاً این مسئله برای من تاًسف‌برانگیز بود … اگر کسی از من خوشش نمی‌آید خوب به من رأی ندهد. چرا با عکس این کار را می‌کند؟». او بروز این اتفاق را توسط خود اعضای کاروان ایران دانست و به آنان تبریک گفت.

### درگیری مرگ‌بار ساعی و عمویش با پیمان‌کاران شهرداری
درگیری خونین هادی ساعی و عمویش با پیمان‌کاران شهرداری تهران در فروردین ۱۳۹۴ در نهایت با مرگ «مهرعلی ساعی» پایان یافت. عموی ۶۰ سالهٔ هادی ساعی، پس از درگیری با پیمان‌کاران شهرداری به طرز مشکوکی جان باخت و پرونده‌ای را پیش روی بازپرس دادسرای جنایی قرار داد. روزنامهٔ شهروند اعلام کرد: ساعت ۲ بعدازظهر روز ۱۲ فروردین ۱۳۹۴، به مأموران پلیس خبر رسید که مردی ۶۰ ساله در یک باشگاه سوارکاری به طرز مشکوکی جان باخته‌است.
به گزارش باشگاه خبرنگاران جوان در ۱۷ فروردین ۱۳۹۴، باشگاه سوارکاری (آریاسب) که با حمایت این عضو شورای شهر مدت‌ها است در پارک جنگلی چیتگر فعالیت می‌کند، مشکلاتی برای مردم به وجود آورده‌است و ساعی در درگیری با دو برادر پیمان‌کار از ناحیهٔ پا آسیب دیده‌است. این مجموعه در تیرماه ۱۳۹۶ از سوی شهرداری تهران از ساعی پس گرفته شد و او خواهان پرداخت خسارت ۱۵ میلیارد تومانی از سوی شهرداری شد. وی در آبان ۱۳۹۶ برای رویارویی با پیمان‌کاران، مجدداً به دادسرای جنایی احضار گردید. در نهایت این پرونده در آذر ۱۳۹۶ با رضایت طرفین به یکدیگر مختومه اعلام شد.

### ضرب و شتم مدیر روابط بین‌الملل کمیتهٔ ملی المپیک
در پی مشاجرهٔ ساعی با فریدالدین فتاحیان مدیر امور بین‌الملل کمیتهٔ ملی المپیک ایران در آذرماه ۱۳۹۹؛ ساعی، فتاحیان را در اتاق صالحی امیری رئیس کمیته، مورد ضرب و شتم قرار داد.

### سیلی زدن و فحاشی در لیگ تکواندو
رقابت‌های دور رفت لیگ برتر تکواندو در ۲۵ دی ۱۳۹۹ که در خانهٔ تکواندو در حال پیگیری بود که هادی ساعی پرافتخارترین تکواندوکار ایران و مدیر فنی تیم ملی وارد سالن رقابت‌ها شد و نظاره‌گر رقابت‌ها بود. پس از ساعتی، مصطفی بابایی دبیر سازمان لیگ تکواندو از بلندگوی سالن به ساعی خوش‌آمد گفت که این اقدام او با عصبانیت شدید ساعی همراه شد.
ساعی با دلخوری از اینکه چرا بابایی «به عمد» به او «دیر خوش‌آمد گفته»، به سمت وی رفت و با زدن سیلی به صورت او، به دبیر سازمان لیگ تکواندو فحاشی کرد. ساعی پس از درگیری‌اش با دبیر سازمان لیگ، خبرنگار تسنیم را نیز بی‌نصیب نگذاشت و به وی بی‌احترامی کرد. این رفتار هادی ساعی واکنش رسانه‌ها را دربرداشت.
هادی ساعی در گفت‌وگو با ورزش سه اعتراف کرد که از کوره دررفته است. ساعی پس از سیلی زدن زیر گوش دبیر سازمان لیگ تکواندو با شکایت وی از سوی کمیتهٔ قضائی فدراسیون به یک سال محرومیت محکوم شد؛ اما پس از چندی کمیتهٔ قضائی فدراسیون تکواندو به دلیل آنچه اعتراض ساعی به حکم نامید، حکم خود را نقض و او مجدداً در سالن رقابت‌های لیگ حاضر شد.
پیشینهٔ درگیری (ناراحتی از عدم اعلام عنوان عضو کمیتهٔ المپیک در سالن خانهٔ تکواندو)
ساعی، یک سال و اندی پیش از این ماجرا در ۱۷ مهر ۱۳۹۸ در گفت‌وگو با اعتماد آنلاین گفت: «من فعالیت ورزشی خود را در هیئت اجرایی کمیتهٔ المپیک انجام می‌دهم و معاون کاروان بازی‌های آسیایی و المپیک نوجوانان بودم؛ اما در فدراسیون تکواندو حاضر نیستند این‌ها را اعلام کنند و حتی در سالن مسابقات هیچ اشاره‌ای به پست من در کمیتهٔ ملی المپیک نکردند. هادی ساعی به کنار، اما اگر روز دوشنبه یکی دیگر از اعضای هیئت اجرایی کمیتهٔ المپیک در سالن حاضر می‌شد به همین شکل رفتار می‌کردند؟ فقط اعلام کردند که ساعی قهرمان است و خواستند که در جایگاه VIP بنشینم و من مثل همیشه حقیقت را می‌گویم، اما هیچ اشاره‌ای به پست من در هیئت اجرایی نکردند و نمی‌خواهند این کار را نیز انجام دهند!».

### احتمال تغییر نام خیابان ساعی بم و شهر ری
منصور عزیزآبادی رئیس شورای اسلامی شهر بم در آبان سال ۱۳۹۷ از تغییر نام این خیابان خبر داد و گفت: «این مصوبه از شورای دورهٔ چهارم بوده‌است و شورای پنجم شهر بم نیز بر آن پافشاری دارد و قرار است، خیابان از نام هادی ساعی به سردار شهید رئیس‌آبادی تغییر یابد. آن زمان آقای ساعی مدال‌های خود را به‌صورت نمادین به بم اهدا نمود و دوباره آن‌ها را پس گرفت …».
پس از درگیری فیزیکی ساعی در لیگ ۱۳۹۹، خبرگزاری فارس خواهان تغییر نام میدان ساعی شهر ری به نام یکی از شهدا شد.

### ممنوع‌الخروجی و حواشی بازی‌های کشورهای اسلامی
درحالی‌که ساعی اعلام کرده بود به دلیل صرفه‌جویی مالی از سوی کمیتهٔ المپیک ایران در المپیک ۲۰۲۰ توکیو شرکت نمی‌کند، روزنامهٔ ورزشی گل در ۲۳ تیرماه ۱۴۰۰ از ممنوع‌الخروجی وی به دلیل مسائل خانوادگی خبر داد. این درحالی است که سال بعد در مرداد ۱۴۰۱، کمیتهٔ ملی المپیک ایران به خاطر حضور او در بازی‌های کشورهای اسلامی در قونیهٔ ترکیه موقتاً از مقام قضائی برای او مجوز خروج از کشور را گرفت.
حضور او در قونیه نیز حواشی متعددی داشت. هادی ساعی به عنوان معاون کاروان ورزش ایران برای آنچه هماهنگی اسکان و رفاه بهتر ورزشکاران ایران اعلام شد، به همراه اصغر رحیمی رئیس و عاطفه اسلامیان مسئول امور بین‌الملل کاروان، ۱۳ روز زودتر از کشور خارج شد؛ ولی وی به صوفیه بلغارستان رفت و در مسابقات تکواندو نوجوانان جهان حضور یافت. این در شرایطی بود که پس از ورود کاروان ایران، قهرمانان و مربیان رشته‌های مختلف از شرایط بد محل اسکان، عدم وجود تهویه و حتی پنکه در هوای نامساعد شرجی، عدم تهیهٔ سیم‌کارت و تأمین اینترنت، سفر ۱۳ ساعتهٔ طولانی غیرمتعارف با اتوبوس و … به شدت انتقاد داشته و اعلام داشتند که کادر سرپرستی در مدت زمان طولانی حضورشان در ترکیه چه می‌کردند؟! این انتقادات تاحدی بود که برخی مربیان خارجی تیم‌ها، این شرایط را توهین دانسته و بلیط بازگشت به کشورشان را تهیه نمودند.
علاوه بر این موضوعات، پسر هادی ساعی به‌طور غیرقانونی در دهکدهٔ بازی‌ها با «آی‌دی کارت» مسابقات حضور و تردد می‌کرد. این حضور صدای اعتراضات را بلند کرد، به‌خصوص این‌که به دلیل محدودیت‌های در نظر گرفته شده از سوی میزبان، برخی مربیان تیم‌های ملی امکان اسکان در دهکدهٔ بازی‌ها را نیافتند.
گفته شد در این سفر فرد دیگری نیز ساعی و پسرش را همراهی کرده‌است.

### تورنمنت مکزیک و درگیری شدید با رئیس کمیتهٔ داوران فدراسیون جهانی و محرومیت یک‌ساله
در جریان مسابقات تکواندو قهرمانی جهان (نوامبر ۲۰۲۲- آبان ۱۴۰۱ - مکزیک)، هادی ساعی به دلیل آنچه ناداوری خواند، با رئیس کمیتهٔ داوران فدراسیون جهانی تکواندو درگیر شد و با هجوم به سمت وی به او فحاشی کرد؛ اتفاقی که با بهت و حیرت حاضران در سالن روبه‌رو می‌شود. درپی این اتفاق، بلافاصله فدراسیون جهانی با تشکیل جلسهٔ فوق‌العاده، ساعی را به مدت یک‌سال از حضور در تمام رویدادهای بین‌المللی که زیر نظر فدراسیون جهانی تکواندو برگزار می‌گردد، تعلیق و از سرپرستی تیم ایران و حضور در سالن مسابقات محروم ساخت.
درپی این ماجرا و ممانعت ساعی از ادامهٔ مسئولیتش، او مسابقات را نیمه‌کاره رها کرد و در سکوت خبری به استانبول رفت و سرانجام یک روز پیش از بازگشت تیم‌های ملی مردان و زنان، به تهران بازگشت.
پس از این جریان، کارشناسان تکواندو و مربیان سابق تیم ملی، همچون غلامحسن ذوالقدری، مرتضی کریمی، و علی‌محمد بسحاق مرتبط ساختن ناکامی تیم ملی تکواندو به مقولهٔ داوری را کاملاً مردود اعلام و آن را فرار رو به جلو و توهین به جامعهٔ تکواندو دانستند.
هادی ساعی در پاسخ به منتقدان در گفت‌وگو با ایسنا گفت: «۲ یا ۳ روز پشت سر هم حق بچه‌های ما پایمال می‌شد، داوران این مسابقات واقعاً در حد قهرمانی جهان نبودند …؛ وی دربارهٔ انتقادات در داخل کشور مبنی بر این‌که اعتراض تیم ایران به داوری برای سرپوش گذاشتن بر نتایج به‌دست آمده بوده‌است، افزود:
«این‌ها یک سری آدم معلوم‌الحال هستند که دنبال کاسبی خودشان هستند!»
محمد باقری معتمد، قهرمان سابق جهان و نایب قهرمان المپیک ۲۰۱۲ لندن نیز در این رابطه گفت: «در بحث کادر فنی ضعف زیادی داشتیم؛ چند ماه پیش نیز با همین کادر فنی پس از ۲۰ سال حتی نتوانستیم در آسیا به روی سکو برویم و پنجم آسیا شدیم. من همهٔ بازی‌ها را دیدم و عملکرد داوران هیچ ایرادی نداشت؛ هیچ تیمی هم به این موضوع اعتراض ندارد، اما فدراسیون دنبال توجیه این شکست است.»
ساعی در واکنش به کسب عنوان هجدهمی جهان در این تورنمنت اظهار داشت: «از عملکرد ملی‌پوشان و کادر فنی اظهار رضایت دارم. ما بازخوردهای خوبی از سایر تیم‌ها گرفتیم و به ما می‌گفتند، واقعاً چقدر تیم خوبی دارید و خواستار اردوی مشترک بودند. همین بازخوردها نشان‌دهندهٔ عملکرد تیم ما و موفقیت تکواندو ایران در این مسابقات بود.»
در مکزیک، درگیری مهروز ساعی و ندا زارع مربی تیم که پس از این مسابقات از کادر فنی تیم ملی کناره‌گیری کرد، و همراهی زنی خارج از تیم که گفته شد همسر هادی ساعی است، نیز خبرساز شد.
هادی ساعی در گفت‌وگویی در ۲۲ اسفند ۱۴۰۱ مدعی شد در پروندهٔ محرومیتش، فدراسیون جهانی تکواندو محکوم شده‌است: «در جواب شکایت ما، فدراسیون جهانی پاسخ داد که خواهان، هادی ساعی به نمایندگی از فدراسیون تکواندو ایران و خوانده فدراسیون جهانی. این یعنی آن‌ها خودشان را در این موضوع محکوم و رأی را به نفع ما صادر کردند! برای اولین بار در ورزش کشور در یک پروندهٔ بین‌المللی برنده شدیم و کاری کردیم که اساسنامهٔ فدراسیون جهانی تغییر کرد!»